# Volition (公司)
Volition（被Deep Silver收購成為子公司後更名為Deep Silver Volition）是美國的遊戲開發商。位於伊利諾伊州的香檳。
當Interplay娛樂破產時，THQ於2000年9月收購Volition, Inc.。此後，THQ破產，Volition, Inc.與2013年被Deep Silver收購並成為其子公司。此公司開發的著名遊戲作品包括紅色派系系列、黑街聖徒系列等作品。
該工作室於2022年11月從Deep Silver轉移到Gearbox軟體，隨後在2023年8月31日，Volition在拥抱者集团內部大規模重組時關閉，Volition的知識產權則轉移到Plaion。

## 遊戲作品
- 《黑街聖徒 (2022年遊戲)（英语：Saints Row (2022 video game)）》 (2022)
- 《Agents of Mayhem》 (2017)
- 《黑街聖徒IV》[2]（2013）
- 《Insane》(2013)
- 《黑街聖徒3》 (2011)
- 《紅色派系：最終決戰（英语：Red Faction: Armageddon）》 (2011)
- 《紅色派系：游擊隊（英语：Red Faction: Guerrilla）》 (2009)
- 《黑街聖徒2》 (2008)
- 《黑街聖徒》 (2006)
- 《紅色派系II（英语：Red Faction II）》 (2002)
- 《紅色派系》 (2001)